# Вонвельниця
Вонвельниця (пол. Wąwelnica, нім. Wamlitz) — село в Польщі, у гміні Добра Полицького повіту Західнопоморського воєводства.
Населення — 261 особа (2011).

## Демографія
Демографічна структура станом на 31 березня 2011 року:
|          | Загалом | Допрацездатний вік | Працездатний вік | Постпрацездатний вік |
| -------- | ------- | ------------------ | ---------------- | -------------------- |
| Чоловіки | 141     | 25                 | 107              | 9                    |
| Жінки    | 120     | 19                 | 84               | 17                   |
| Разом    | 261     | 44                 | 191              | 26                   |